# Gustav Beyerlein
Gustav Adolf Beyerlein (seit 1927: Beyer-Fehling; * 16. November 1871 in Nürnberg; † 8. April 1966 in Freiburg im Breisgau) war ein deutscher Ministerialbeamter.

## Leben
Beyerleins Vater war der Eisenbahningenieur Carl Otto Adolf Beyerlein. Gustav besuchte das humanistische Gymnasium in Nürnberg. Nach dem Abitur immatrikulierte er sich 31. Oktober 1889 an der Friedrich-Alexander-Universität Erlangen für Rechtswissenschaft. 1890 wurde er im Corps Onoldia recipiert. 1891 wechselte er an die Kaiser-Wilhelms-Universität Straßburg, an der er 1893 das Abschlussexamen bestand und 1896 zum Dr. iur. promoviert wurde. Nach dem Referendariat bestand er 1897 die Prüfung als Regierungsassessor im Reichsland Elsaß-Lothringen. Er kam 1901 nach Zabern und 1902 nach Mülhausen. Er wurde Kreisdirektor des Kreises Thann (1907) und des Kreises Zabern (1914–1918). Nach dem Ersten Weltkrieg war er ab 1919 in Berlin Vortragender Rat und Geheimer Regierungsrat im Reichswirtschaftsministerium. Als Ministerialdirektor kam er 1922 an das Preußische Ministerium für Landwirtschaft, Domänen und Forsten und 1926 an das Reichswirtschaftsministerium. Er saß im Aufsichtsrat der Mitteldeutschen Stickstoffwerke AG in Berlin. Er trat 1932 in den Ruhestand und lebte zuletzt in Freiburg.